# Guilherme dos Santos Torres
Guilherme dos Santos Torres (Santo André, 5 de abril de 1991), mais conhecido simplesmente como Guilherme, é um futebolista brasileiro que atua como volante. Atualmente, joga pelo Al-Sadd.

## Carreira

### Portuguesa
Formado nas categorias de base da Portuguesa, em 2009 foi incorporado ao elenco principal. No ano de 2011 fez parte do grupo campeão brasileiro da Série B, atuando como titular na grande maioria dos jogos e sendo um dos destaques do time.
No final de 2011 recebeu sondagens do Corinthians, mas acabou permanecendo na Portuguesa para a temporada de 2012.

### Corinthians
No dia 14 de agosto de 2012, Guilherme acertou com o Corinthians por 5 anos. Estreou pelo Corinthians no dia 26 de agosto de 2012, em um derrota por 2-1 contra o São Paulo, pelo Campeonato Brasileiro 2012. Marcou seu primeiro gol com a camisa do Corinthians no dia 08 de setembro de 2012, em uma vitória por 3-1 contra o Grêmio, Campeonato Brasileiro 2012.

### Udinese
No dia 18 de julho de 2014, Guilherme acertou com a Udinese.

### La Coruña
Em 2016 foi emprestado ao La Coruña. Em 15 de junho de 2017, assinou em definitivo por 4 temporadas. Em 09 de dezembro de 2017, chegou a marca de 50 jogos pelo La Coruña.

### Olympiakos
Em 17 de agosto de 2018, assinou contrato com o Olympiacos.

### Al-Sadd
Em 31 de agosto de 2020, assinou com o Al-Sadd.

## Estatísticas
Atualizado até 29 de novembro de 2018.

### Clubes
| Clube             | Temporada         | Campeonato nacional | Campeonato nacional | Copa nacional | Copa nacional | Competições continentais¹ | Competições continentais¹ | Outros torneios² | Outros torneios² | Total | Total |
| Clube             | Temporada         | Jogos               | Golos               | Jogos         | Golos         | Jogos                     | Golos                     | Jogos            | Golos            | Jogos | Golos |
| ----------------- | ----------------- | ------------------- | ------------------- | ------------- | ------------- | ------------------------- | ------------------------- | ---------------- | ---------------- | ----- | ----- |
| Portuguesa        | 2009              | 2                   | 0                   | 0             | 0             | —                         | —                         | 0                | 0                | 2     | 0     |
| Portuguesa        | 2010              | 3                   | 0                   | 0             | 0             | —                         | —                         | 1                | 0                | 4     | 0     |
| Portuguesa        | 2011              | 35                  | 4                   | 0             | 0             | —                         | —                         | 14               | 1                | 49    | 5     |
| Portuguesa        | 2012              | 6                   | 0                   | 5             | 0             | —                         | —                         | 16               | 1                | 27    | 1     |
| Portuguesa        | Total             | 46                  | 4                   | 5             | 0             | —                         | —                         | 31               | 2                | 82    | 6     |
| Corinthians       | 2012              | 13                  | 2                   | —             | —             | 0                         | 0                         | 0                | 0                | 13    | 2     |
| Corinthians       | 2013              | 27                  | 3                   | 1             | 0             | 2                         | 0                         | 12               | 1                | 42    | 4     |
| Corinthians       | 2014              | 5                   | 1                   | 2             | 0             | 0                         | 0                         | 14               | 2                | 21    | 3     |
| Corinthians       | Total             | 45                  | 6                   | 3             | 0             | 2                         | 0                         | 26               | 3                | 76    | 9     |
| Udinese           | 2014–15           | 34                  | 0                   | 3             | 0             | 0                         | 0                         | 0                | 0                | 37    | 0     |
| Udinese           | 2015–16           | 5                   | 0                   | 2             | 1             | 0                         | 0                         | 0                | 0                | 7     | 1     |
| Udinese           | Total             | 39                  | 0                   | 5             | 1             | 0                         | 0                         | 0                | 0                | 44    | 1     |
| La Coruña         | 2016–17           | 30                  | 2                   | 4             | 0             | 0                         | 0                         | 0                | 0                | 34    | 2     |
| La Coruña         | 2017–18           | 31                  | 0                   | 2             | 0             | 0                         | 0                         | 0                | 0                | 33    | 0     |
| La Coruña         | Total             | 61                  | 2                   | 6             | 0             | 0                         | 0                         | 0                | 0                | 67    | 2     |
| Olympiacos        | 2018–19           | 6                   | 0                   | 2             | 0             | 2                         | 0                         | —                | —                | 10    | 0     |
| Olympiacos        | Total             | 6                   | 0                   | 2             | 0             | 3                         | 1                         | —                | —                | 10    | 0     |
| Total na carreira | Total na carreira | 197                 | 12                  | 21            | 1             | 4                         | 0                         | 57               | 5                | 279   | 18    |

¹Estão incluídos jogos e gols da Copa Libertadores, Recopa Sul-Americana e Copa Sul-Americana
²Estão incluídos jogos e gols pelo Campeonato Paulista, Torneios Amistosos e Amistosos

## Títulos

### Portuguesa
- Campeonato Paulista de Futebol - Sub-20 (1): 2010
- Campeonato Brasileiro de Futebol - Série B (1): 2011

### Corinthians
- Campeonato Paulista (1): 2013
- Recopa Sul-Americana (1): 2013

### Olympiakos
- Campeonato Grego de Futebol (1): 2020